# Mead (Nebraska)
Mead es una villa situada en el condado de Saunders, Nebraska, Estados Unidos. Tiene una población estimada, a mediados de 2022, de 628 habitantes.

## Geografía
La localidad está ubicada en las coordenadas 41°13′28″N 96°29′14″O / 41.22444, -96.48722. Según la Oficina del Censo, tiene una superficie total de 1.61 km², de los cuales 1.58 km² corresponden a tierra firme y 0.03 km² están cubiertos de agua.

## Demografía
Según el censo de 2020, en ese momento había 617 personas residiendo en la localidad. La densidad de población era de 390.51 hab./km². El 91.4% de los habitantes eran blancos, el 0.3% eran afroamericanos, el 0.3% eran amerindios, el 0.2% era asiático, el 2.8% eran de otras razas y el 5.0% eran de una mezcla de razas. Del total de la población, el 6.2% eran hispanos o latinos de cualquier raza.